# Dr Death
Dr Death (även benämnd Dr. Death) är en amerikansk verklighetsbaserad kriminal- och dramaserie som kretsar kring en kirurg som misskötter sitt jobb på ett grovt sätt. Första säsongen som är baserad på en podcast med samma namn, hade premiär den 15 juli 2021 på Peacock. Den andra säsongen, som är fristående från den första, hade premiär i USA den 21 december 2023 på Peacock och i Sverige den 18 januari 2024 på TV4. Serien är skapad av  Patrick Macmanus som även medverkat i skrivandet av manus.

## Handling
Den första säsongen kretsar kring den nu livstidsdömd neurokirurg Christopher Duntsch. Två läkarkollegor får upp ögonen för hur illa Dr Duntsch arbetar i operationssalen och försöker hindra hans framfart.
Den andra säsongen kretsar kring den schwezisk-italienska kirgurgen and forskaren Paolo Macchiarini och hans arbete på Karolinska universitetssjukhuset i Solna.

## Rollista (i urval)

### Säsong 1
- Joshua Jackson - Christopher Duntsch
- Grace Gummer - Kim Morgan
- Christian Slater - Randall Kirby
- Alec Baldwin - Robert Henderson
- AnnaSophia Robb - Michelle Shughart
- Fred Lehne - Don Duntsch
- Kelsey Grammer - Dr. Geoffrey Skadden
- Laila Robins - Amy Piel

### Säsong 2
- Édgar Ramírez - Paolo Macchiarini
- Mandy Moore - Benita Alexander
- Gustaf Hammarsten - Dr. Anders Svensson
- Rita Volk
- Judy Reyes
- Ashley Madekwe - Dr. Ana Lasbrey
- Jack Davenport
- Annika Boras
- Sandra Andreis
- Luke Kirby - Dr. Nathan Gamelli